# Leckrate
Die Leckrate  (auch: Leckagerate) ist ein Maß für die aus einem Körper austretenden Volumen- oder Masse-Einheiten.
In der Vakuumtechnik ist die Leckrate folgendermaßen definiert:
Die Leckrate ist der Quotient aus dem pV-Wert eines Gases, das während einer Zeitspanne durch einen Leitungsquerschnitt strömt, und der Zeitspanne. Dabei ist der pV-Wert das Produkt aus Druck und Volumen einer bestimmten Menge eines Gases bei der jeweils herrschenden Temperatur. Für ein ideales Gas ist bei gegebener Temperatur der pV-Wert ein Maß für die Stoffmenge oder die Masse des Gases. Die Leckrate ist abhängig von Gasart, Druckdifferenz und Temperatur.
Sehr kleine Lecks werden häufig mit Hilfe von Heliumlecksuchern detektiert. Dabei herrschen meist folgende Bedingungen: Gasart Helium, Druckdifferenz 1013 hPa, Temperatur 20 °C. Diese Bedingungen werden auch „Helium-Standard-Bedingungen“ genannt.

## Formelzeichen und Maßeinheit
Als Formelzeichen der Leckrate wird meist Q oder QL verwendet. Folgende Maßeinheiten werden typischerweise für die Leckrate verwendet:
{\displaystyle 1\,\mathrm {\frac {Pa\cdot m^{3}}{s}} =10\,\mathrm {\frac {mbar\cdot l}{s}} \approx 7{,}5\,\mathrm {\frac {Torr\cdot l}{s}} }
Eine Leckrate von 1 Pa·m3/s ist gegeben, wenn in einem abgeschlossenen evakuierten Behälter mit dem Volumen von einem Kubikmeter der Druck in einer Sekunde um ein Pascal ansteigt.

## Zusammenhang Leckrate zu Lochgröße
Folgende grobe Abschätzung gibt eine Vorstellung über den Zusammenhang zwischen geometrischer Lochgröße und zugehöriger Leckrate:
Gegeben sei ein großer Behälter mit einem kreisrunden Loch mit 1 mm Durchmesser. Außerhalb des Behälters herrscht Atmosphärendruck, innerhalb Vakuum. Dann würden alle Gasmoleküle, die sich in einem Zylinder mit 1 mm Durchmesser und 330 m Höhe „über“ dem Loch befinden, mit Schallgeschwindigkeit (330 m/s) in einer Sekunde in das Loch „fallen“. Dies entspricht folgender Leckrate (= pV-Wert pro Sekunde):
{\displaystyle Q=1013\,\mathrm {hPa} \cdot 330\,{\frac {\mathrm {m} }{\mathrm {s} }}\cdot {\frac {(0{,}001\,\mathrm {m} )^{2}\cdot \pi }{4}}\approx 26\,\mathrm {\frac {Pa\cdot m^{3}}{s}} }
Aus dieser Abschätzung und der Größe von Viren und Bakterien können auch den landläufigen Begriffen „bakteriendicht“ und „virendicht“ entsprechende Grenzleckraten zugeordnet werden:
- Bakteriendicht: Bakteriendurchmesser ca. 0,5 µm → Q < 10−5 Pa·m3/s
- Virendicht: Durchmesser von kleinen Viren ca. 10 nm → Q < 10−9 Pa·m3/s

Moderne Heliumlecksucher können Leckraten bis zu 5·10−13 Pa·m3/s detektieren. Nach der obigen Abschätzung würde dies einem Lochdurchmesser in der Größenordnung eines Atomradius entsprechen.

## Bewertung der Dichtigkeit von Hochvakuumanlagen
Bei Inbetriebnahme einer Vakuum-Apparatur, die mindestens aus einer Vakuum-Kammer, dem sogenannten Rezipienten, einem Vakuumpumpstand und einem Druckmessgerät besteht, stellt sich die Frage, ob der Rezipient vakuumtechnisch als dicht angesehen werden kann. Die Vorgehensweise ist dann die folgende:
(i) Der Rezipient  wird auf den erreichbaren Enddruck evakuiert.
(ii) Das Ventil zwischen Rezipienten und Vakuumpumpstand wird geschlossen.
(iii) Der Druckanstieg im Rezipienten wird in kleinen Zeitschritten (typisch 10s) über einen längeren Zeitraum erfasst.
(iv) Die Druckmesswerte werden über der Zeit grafisch aufgetragen.
(v) Aus der so erhalten Kurve wird als Steigung der Druckanstieg pro Zeit (z. B. in Pa/s oder mbar/s) ermittelt.
(vi) Die Leckrate erhält man durch Multiplikation des Druckanstiegs pro Zeit mit dem ermittelten Volumen des Rezipienten.
Bei der Bewertung des so erhaltenen Messwertes für die Leckrate muss berücksichtigt werden, welche Art von Dichtungen beim Zusammenfügen der Vakuumapparatur verwendet wurde. Heute werden im physikalisch technischen Bereich hauptsächlich Edelstahlrezipienten verwendet, die entweder mit Rundschnurringen aus Gummi oder Viton gedichtet werden (Hochvakuumanlagen) oder mit Kupferdichtungen gedichtet sind (Ultrahochvakuumanlagen).  Ultrahochvakuumanlagen sind nahezu vollständig dicht, die Leckratenmessungen beziehen sich deshalb in der Regel auf die Bewertung von Hochvakuumanlagen.
Es gelten dazu folgende qualitative Werte::
- Anlage sehr dicht:               Q < 10−7 Pa·m3/s     bzw.     10−6 mbar l/s
- Anlage hinreichend dicht:        Q < 10−6 Pa·m3/s     bzw.     10−5 mbar l/s
- Anlage undicht:                  Q > 10−5 Pa·m3/s     bzw.     10−4 mbar l/s

Erst diese Informationen ermöglichen es, nach Aufbau einer Vakuum-Apparatur zu beurteilen, ob die Dichtigkeit der Apparatur dem technisch möglichen entspricht. Wenn dabei das Volumen der Apparatur nicht genau ermittelt werden kann, sollte es immer etwas zu groß angenommen werden, um eine Abschätzung für den schlechtesten Fall zu erhalten.